# Heliogomphus drescheri
Heliogomphus drescheri là loài chuồn chuồn trong họ Gomphidae. Loài này được Lieftinck mô tả khoa học đầu tiên năm 1929.